# Dobránszky Adolf
Dobránszky Adolf (Ércfalva, 1817. december 19. – Innsbruck, 1901. március 19.) író, történész, ruszin nemzetiségi aktivista. A Bach-korszakban Ung, Bereg, Ugocsa és Máramaros vármegyék főispánja.

## Életrajza
Édesapja Dobránszky Iván görögkatolikus pap, édesanyja Szepesházy Sarolta. Gyermekkorát Lőcsén töltötte, a gimnáziumi tanulmányait is ott fejezte be (bár tanult Rozsnyón és Miskolcon is).
A szabadságharc alatt együttműködött az orosz inváziós erőkkel, emiatt az 1861-ben elnyert képviselői mandátumát az igazoló bizottság nem ismerte el. Az 1850-es években a kassai rendőrigazgató fizetés nélküli levelezője volt.